# Panathīnaïkos Athlītikos Omilos 2006-2007
Questa voce raccoglie le informazioni riguardanti il Panathīnaïkos Athlītikos Omilos nelle competizioni ufficiali della stagione 2006-2007.

## Maglie e sponsor
| Casa | Trasferta | Terza |  |

## Rosa
| N. |                      | Ruolo | Calciatore             |
| -- | -------------------- | ----- | ---------------------- |
| 1  | Croazia (bandiera)   | P     | Mario Galinović        |
| 3  | Svezia (bandiera)    | D     | Mikael Antonsson       |
| 4  | Grecia (bandiera)    | D     | Ilias Kotsios          |
| 5  | Sudafrica (bandiera) | D     | Nasief Morris          |
| 6  | Brasile (bandiera)   | C     | Ricardo Bóvio          |
| 8  | Grecia (bandiera)    | D     | Giannīs Gkoumas        |
| 9  | Argentina (bandiera) | C     | Sebastián Romero       |
| 10 | Argentina (bandiera) | C     | Ezequiel González      |
| 11 | Grecia (bandiera)    | A     | Dīmītrios Papadopoulos |
| 12 | Camerun (bandiera)   | P     | Pierre Ebede           |
| 14 | Grecia (bandiera)    | A     | Dimitris Salpingidis   |
| 15 | Croazia (bandiera)   | C     | Srđan Andrić           |
| 16 | Grecia (bandiera)    | P     | Alexandros Tzorvas     |
| 17 | Grecia (bandiera)    | A     | Athanasios Tsigas      |
| 18 | Grecia (bandiera)    | C     | Giōrgos Theodōridīs    |
| 19 | Croazia (bandiera)   | D     | Anthony Šerić          |
| 20 | Grecia (bandiera)    | C     | Sotiris Leontiou       |

| N. |                      | Ruolo | Calciatore                 |  |
| -- | -------------------- | ----- | -------------------------- |  |
| 21 | Cipro (bandiera)     | C     | Constantinos Charalambidis |  |
| 22 | Grecia (bandiera)    | C     | Alexandros Tziolīs         |  |
| 23 | Spagna (bandiera)    | C     | Víctor Sánchez             |  |
| 24 | Rep. Ceca (bandiera) | D     | Loukas Vyntra              |  |
| 25 | Croazia (bandiera)   | C     | Igor Bišćan                |  |
| 26 | Grecia (bandiera)    | A     | Evangelos Mantzios         |  |
| 27 | Austria (bandiera)   | C     | Andreas Ivanschitz         |  |
| 29 | Svezia (bandiera)    | D     | Mikael Nilsson             |  |
| 31 | Grecia (bandiera)    | D     | Filippos Darlas            |  |
| 32 | Romania (bandiera)   | C     | Lucian Sânmărtean          |  |
| 33 | Grecia (bandiera)    | C     | Avgerinos Katranas         |  |
| 34 | Grecia (bandiera)    | D     | Alexandros Pagalis         |  |
| 35 | Grecia (bandiera)    | P     | Petros Kravaritis          |  |
| 37 | Grecia (bandiera)    | C     | Sōtīrīs Ninīs              |  |
| 38 | Grecia (bandiera)    | D     | Nikolaos Boutzikos         |  |
| 39 | Grecia (bandiera)    | C     | Alexandros Konstantinidis  |  |

Allenatore:  Hans Backe,  Jasminko Velić,  Víctor Muñoz

## Risultati
- Campionato greco: 3° con 54 punti
- Coppa di Grecia: finale
- Coppa UEFA: sedicesimi di finale